# Джерело № 3 (урочище «Водиця»)
Джерело № 3 — гідрологічна пам'ятка природи місцевого значення. Об'єкт розташований на території Рахівського району Закарпатської області, урочище «Водиця».
Площа — 0,5 га, статус отриманий у 1984 році.